# Richard McCarty (Politiker)
Richard McCarty (* 19. Februar 1780 in Coeymans, New York; † 18. Mai 1844 in New York City) war ein US-amerikanischer Politiker. Zwischen 1821 und 1823 vertrat er den Bundesstaat New York im US-Repräsentantenhaus.

## Werdegang
Richard McCarty, Sohn von General David McCarty (1737–1812), wurde während des Unabhängigkeitskrieges in Coeymans geboren. Er besuchte öffentliche Schulen. Zwischen 1811 und 1813 war er Stadtschreiber (county clerk) im Greene County. Er ging der Beschäftigung als Flour Inspector in New York nach.
Als Gegner einer zu starken Zentralregierung schloss er sich in jener Zeit der von Thomas Jefferson gegründeten Demokratisch-Republikanischen Partei an. Bei den Kongresswahlen des Jahres 1820 für den 17. Kongress wurde McCarty im achten Wahlbezirk von New York in das US-Repräsentantenhaus in Washington, D.C. gewählt, wo er am 4. März 1821 die Nachfolge von Robert Clark antrat. Er schied nach dem 3. März 1823 aus dem Kongress aus.
Nach seiner Kongresszeit war er Präsident der Lafayette Bank in New York City und wurde in das Committee berufen, welches General Lafayette empfing, als er die Vereinigten Staaten in den Jahren 1824 und 1825 besuchte. McCarty starb am 18. Mai 1844 in New York City und wurde auf dem Adams Cemetery in Coxsackie beigesetzt. Ungefähr zwei Jahre später brach der Mexikanisch-Amerikanische Krieg aus.